# Luc van Rooij
Lucius Johannes Hubertus Maria (Luc) van Rooij (25 december 1962) is een Nederlandse radio-dj.
Hij begon bij de radiopiraat Radio Groeistad en zeezender Radio Monique. Later werkte hij onder meer van 23 oktober 1987 tot 26 september 1989 voor de VARA op Radio 3; waar hij op de VARA dinsdag tussen 16:00 en 18:00 uur de Verrukkelijke 15 presenteerde. Per 1 oktober 1989 vertrok Van Rooij naar de op te richten commerciële tv-zender van Joop van den Ende: TV10 om er een popprogramma op tv te presenteren. Nadat de plannen voor deze zender uiteindelijk niet doorgingen omdat de zender werd verboden, zat Van Rooij een tijd zonder werk.
Hij keerde in juni 1990 terug bij de NPO om bij de AVRO op Radio 3 op de AVRO maandag tussen 6:00 en 9:00 uur de ochtendshow te presenteren. Na de laatste uitzending op 30 september 1991 vertrok hij naar Power FM en later werkte hij nog voor RTL Rock Radio, Kink FM en Hitradio Veronica. Tot november 2013 was Van Rooij te horen op Radio Veronica, waar hij het programma Luc is Los presenteerde.
Van Rooij is regelmatig op televisie te horen geweest als voice-over. Hij was vanaf 1 september 1995 tot mei 2004 een aantal jaren de stem van de tv-zenders Veronica en Yorin. Daarnaast sprak hij de voice-over in voor een aantal televisieprogramma's, waaronder de eerste 2 seizoenen van Big Brother. 
In november 2011 werd de ziekte kanker vastgesteld bij Van Rooij. In juni 2012 keerde hij weer terug op de radio bij Radio Veronica. Met het ingaan van de nieuwe programmering van Radio Veronica in november 2013 heeft de zender afscheid genomen van Van Rooij.
Sinds 2 december 2013 maakt Van Rooij iedere werkdag een programma op GoudaFM, eerst rond lunchtijd, medio 2015 in de morgen. 
Sinds 27 mei 2014 was hij ook te horen op KX Radio.
Per 8 juni 2015 presenteert Van Rooij een programma op werkdagen van 15:00 tot 18:00 uur op Feel Good Radio.
Daarnaast is hij actief op de online-radiozender van Formule 1-presentator Olav Mol: GrandPrixRadio.nl.
Na de lancering van Ice Radio in oktober 2017 was Van Rooij daar te horen tot medio april 2018.
Momenteel is hij ook nieuwslezer bij WNC.